# Damernas stafett i längdskidåkning vid olympiska vinterspelen 2010
Damernas stafett 4 x 5 km avgjordes den 23 februari. För Sveriges räkning kördes sträckorna i ordningsföljd av Anna Olsson, Magdalena Pajala, Charlotte Kalla och Ida Ingemarsdotter. Norge vann guld, Tyskland silver och Finland brons.

## Medaljörer
| Spel    | Guld                                                                         | Silver                                                                       | Brons                                                                         |
| Stafett | Norge Vibeke W Skofterud Therese Johaug Kristin Størmer Steira Marit Bjørgen | Tyskland Katrin Zeller Evi Sachenbacher-Stehle Miriam Gössner Claudia Nystad | Finland Pirjo Muranen Virpi Kuitunen Riitta-Liisa Roponen Aino-Kaisa Saarinen |

## Resultat
| Placering | Bib | Land                                                                                | Tid                                       | Straff  |
| --------- | --- | ----------------------------------------------------------------------------------- | ----------------------------------------- | ------- |
| 1         | 4   | Norge Vibeke Skofterud Therese Johaug Kristin Størmer Steira Marit Bjørgen          | 55:19,5 14:49,9 14:46,5 12:53,2 12:49,9   | 0,0     |
| 2         | 2   | Tyskland Katrin Zeller Evi Sachenbacher-Stehle Miriam Gössner Claudia Nystad        | 55:44,1 14:53,7 15:00,6 12:52,0 12:57,8   | +24,6   |
| 3         | 1   | Finland Pirjo Muranen Virpi Kuitunen Riitta-Liisa Roponen Aino-Kaisa Saarinen       | 55:49,9 15:32,4 14:35,7 12:38,2 13:03,6   | +30,4   |
| 4         | 5   | Italien Arianna Follis Marianna Longa Silvia Rupil Sabina Valbusa                   | 56:04,9 14:58,6 14:29,4 13:01,8 13:35,1   | +45,4   |
| 5         | 3   | Sverige Anna Olsson Magdalena Pajala Charlotte Kalla Ida Ingemarsdotter             | 56:18,9 14:47,1 15:35,6 12:25,0 13:31,2   | +59,4   |
| 6         | 9   | Frankrike Aurore Cuinet Karine Laurent Philippot Celia Bourgeois Cecile Storti      | 56:30,6 15:13,3 14:38,8 12:59,9 13:38,6   | +1:11,1 |
| 7         | 8   | Ryssland Olga Savjalova Irina Chazova Jevgenija Medvedeva Natalja Korosteljova      | 57:00,9 15:15,2 15:19,0 13:01,1 13:25,6   | +1:41,4 |
| 8         | 7   | Japan Madoka Natsumi Masako Ishida Nobuko Fukuda Michiko Kashiwabara                | 57:40,4 15:03,0 14:50,4 13:34,5 14:12,5   | +2:20,9 |
| 9         | 11  | Kazakstan Elena Kolomina Oxana Jatskaja Tatjana Rosjina Svetlana Malahova-Sjisjkina | 58:23,3 15:29,1 15:25,7 13:47,7 13:40,8   | +3:03,8 |
| 10        | 10  | Belarus Nastassia Dubarezava Alena Sannikova Olga Vasiljonok Ekaterina Rudakova     | 58:28,4 15:36,5 15:29,2 13:22,1 14:00,6   | +3:08,9 |
| 11        | 14  | USA Kikkan Randall Holly Brooks Morgan Arritola Caitlin Compton                     | 58:57,5 14:57,5 16:12,8 13:41,6 14:05,6   | +3:38,0 |
| 12        | 13  | Tjeckien Eva Nývltová Kamila Rajdlová Ivana Janečková Eva Skalníková                | 59:11,2 15:15,0 15:28,9 13:34,3 14:53,0   | +3:51,7 |
| 13        | 12  | Ukraina Tatjana Zavalij Kateryna Grygorenko Maryna Antsybor Valentyna Sjevtjenko    | 59:25,7 15:38,1 16:16,7 13:34,2 13:56,7   | +4:06,2 |
| 14        | 16  | Slovenien Anja Erzen Katja Višnar Vesna Fabjan Barbara Jezeršek                     | 59:47,5 16:00,8 16:32,3 13:25,0 13:49,4   | +4:28,0 |
| 15        | 15  | Kanada Daria Gaiazova Perianne Jones Chandra Crawford Madeleine Williams            | 1:00:05,0 15:35,8 16:14,7 14:17,7 13:56,8 | +4:45,5 |
| DSQ       | 6   | Polen Kornelia Marek Justyna Kowalczyk Paulina Maciuszek Sylwia Jaśkowiec           | 56:29,4 15:25,3 14:00,3 13:38,4 13:25,4   | +1:09,9 |